# Аллилуев, Алексей Степанович
Алексе́й Степа́нович Аллилу́ев (30 марта 1898, Сулин, Область Войска Донского, Российская империя — 14 января 1983, Владивосток, Приморский край, РСФСР, СССР) — промышленный деятель, Герой Социалистического Труда (1948).

## Биография
Алексей Аллилуев родился 30 марта 1898 года на хуторе Сулин Области Войска Донского в казачьей семье (ныне — город Красный Сулин в Ростовской области). С 1909 года жил во Владивостоке, а позднее — на Сучанском руднике (ныне — г. Партизанск). С четырнадцатилетнего возраста работал на Сучанском руднике.
В апреле 1917 года вступил в партию большевиков. Участник Гражданской войны, являлся одним из активных организаторов первой партийной ячейки на Сучанском руднике. В 1918 году участвовал в боях с интервентами и белогвардейцами на Уссурийском фронте, затем командовал летучим партизанским отрядом в Сучанской долине. В октябре 1919 года А. С. Аллилуев отозван на нелегальную партийную работу во Владивосток, где по поручению ревштаба вместе с В. П. Шишкиным, М. И. Губельманом и А. А. Гульбиновичем участвовал в подготовке рабочих и солдат к свержению колчаковской власти.
В феврале 1920 года Приморский губком РКП(б) направил Аллилуева на укрепление партийного руководства в Сучан. Вначале он был избран председателем рудничного комитета профсоюза, а затем секретарём Сучанского комитета РКП(б).
В августе 1921 года А. С. Аллилуев являлся председателем стачечного комитета шахтеров Сучана и одновременно вёл большую нелегальную партийную работу: принимал участие в организации политической забастовки шахтёров Сучана. В 1922 году А. С. Аллилуев — активный участник партизанского движения в Сучанском районе против Приамурского государственного образования.
После окончания боёв находился на различных партийных и советских должностях. С 1925 года Аллилуев руководил Сучанским рудоуправлением. В 1931 году он окончил Промышленную академию. С 1928 г. учился в Московской горной академии, после её разделения на шесть вузов в 1930 г. окончил Московский горный институт (сейчас — Горный институт НИТУ «МИСиС»), после чего был назначен управляющим трестом «Дальуголь». С 1933 года Аллилуев возглавлял трест «Вострансуголь». В 1937—1939 годах был репрессирован, однако впоследствии освобождён и восстановлен в должности.
С июня 1948 года Аллилуев руководил комбинатом «Приморскуголь». Добился больших успехов в деле увеличения добычи угля, восстановлении и строительстве угольных шахт и внедрении передовых методов работы.
Указом Президиума Верховного Совета СССР от 28 августа 1948 года Алексей Аллилуев был удостоен звания Героя Социалистического Труда с вручением ордена Ленина и медали «Серп и Молот».
А. С. Аллилуев был избран делегатом XIX, XX и XXII съездов КПСС. Он был избран членом Приморского крайкома КПСС.
Проживал во Владивостоке, был председателем Совета ветеранов города.
Почётный гражданин Владивостока (1968).
Умер 14 января 1983 года, похоронен на мемориальном участке Морского кладбища Владивостока.

## Награды и звания
- Герой Социалистического Труда (28.08.1948)
- 4 ордена Ленина (04.04.1936; 28.08.1948; 04.09.1948; 26.04.1957)
- орден Октябрьской Революции (17.03.1978)
- 2 ордена Трудового Красного Знамени (20.10.1943; 26.06.1966)
- медали
- Почётный железнодорожник (1948)
- Почётный гражданин г. Владивосток (1968)

## Память
В честь Аллилуева названа улица во Владивостоке.